# Ayr (Schotland)
Ayr is een havenstad (town) gelegen aan de Firth of Clyde in het zuidwesten van Schotland. Het is een koninklijke burgh sinds 1205 en de hoofdplaats van (voormalig graafschap) Ayrshire. Ayr is het bestuurlijke centrum van raadsgebied South Ayrshire en telt ongeveer 46.000 inwoners. Ayr is aaneengesloten met de kleinere plaats Prestwick.
Ayr is sinds 1878 de zetel van het rooms-katholieke bisdom Galloway.
Ayr ligt aan de A77, die de verbinding vormt met Glasgow, Kilmarnock en Stranraer, aan de A79 naar Prestwick, aan de A70 naar Cumnock en Lanark. Ayr heeft daarnaast een station aan de Ayrshire Coast Line naar Glasgow en de Glasgow South Western Line tussen Glasgow en Stranraer. Glasgow Prestwick Airport ligt ongeveer 3 kilometer ten noorden van Ayr.

## Geboren
- Andrew Ramsay (1686–1743), Franse publicist van Schotse oorsprong
- John McAdam (1756–1836), ingenieur
- James Fergusson (1808–1886), architectuurhistoricus en tekenaar
- John Coats (1906–1979), de 6de internationale president van de Theosofische Vereniging
- Nicola Slater (1984), tennisspeelster
- Drew McIntyre (1985), worstelaar
- Stuart Martin (1986), acteur
- Ewan McVicar (1994), dj en muziekproducent

## Partnerstad
- Saint-Germain-en-Laye